# Луцьк (футбольний клуб)
«Луцьк» — колишній аматорський український футбольний клуб із Луцька. Створений у квітні 2016 року та наприкінці серпня того ж року розформований. Виступав у чемпіонаті Волинської області та аматорському чемпіонаті України.

## Історія
На початку квітня 2016 року, під час зустрічі зустрічі керівництва прем'єр-лігового ФК «Волинь» з уболівальниками, футболістами, тренерами і працівниками клубу інвестор «Волині» Ігор Палиця повідомив, що «Волинь» дограє поточний сезон, а далі клуб гратиме під назвою ФК «Луцьк». Останній отримає нових акціонерів, якими стануть представники фан-руху «Волині». Також керівники клубу запевнили, що ніхто не відмовиться від фінансування команди, більше уваги приділятимуть розвитку дитячого футболу на Волині. Залишиться зі своїми підопічними й головний тренер Віталій Кварцяний.
Ігор Палиця запропонував фанам ФК «Луцьк» зорганізуватись і отримати по 1 акції клубу без жодних матеріальних зобов'язань. Таким чином, із його слів, вони зможуть брати участь в роботі клубу й бачити витрату коштів «з середини», зробивши процес прозорим.
Уже 23 квітня ФК «Луцьк» дебютував в аматорському чемпіонаті України сезону 2016 року. У першій грі сезону лучани зазнали нищівної поразки з рахунком 0:7 від «Гірника» (Соснівка), а в другому матчі програли на виїзді з рахунком 1:2 «Малинську» з Рівненщини.
Після того, як «Волинь» залишилася у Вищій лізі, доля клубу постала під питанням. 16 серпня стало відомо, що ФК «Луцьк» візьме участь в аматорському чемпіонаті сезону 2016/17, який розпочне грою проти ФК «Львів». Але зрештою наприкінці серпня 2016 року клуб офіційно знявся з усіх змагань.

## Відомі гравці
- Ігор Калінін
- Роман Степанов
- Тимофій Шеремета